# دریاچه ماداتپه
دریاچه ماداتپه (گرجی: მადათაფა) دریاچه‌ای در منطقه سامتسخه-جاواختی در جنوب شرقی گرجستان، در نزدیکی مرز ارمنستان، و در شمال شهرک باورا است. این دریاچه با مساحت ۸۸۵ هکتار (۲۱۹۰ هکتار) در بلندای ۲۱۰۸ متری (۶۹۱۶ فوت) به دلیل نژاد کپور معمولی پاراوان شناخته شده است و به عنوان یک سایت تولید ماهیگیری تجاری در نظر گرفته شده است. این دریاچه در یکی از زلزله خیزترین مناطق قفقاز قرار دارد. ماداتپه دریاچه‌ای کم‌عمق است که همراه با دریاچه خان‌چالی، یکی از مهم‌ترین دریاچه‌های کشور برای پرورش و نمایش پرندگان آبی از جمله پلیکان خاکستری در حال انقراض است. از سال ۲۰۲۰ به عنوان یک سایت حفاظت شده کنوانسیون رامسر تعیین شده است.